# Gobernación Capital
La Gobernación Capital (en árabe: محافظة العاصمة‎; Muhafazat al-'Asimah) es una de las cinco gobernaciones de Baréin, y en ella se encuentra la capital del país, Manama. El actual gobernador es el jeque Hesham bin Abdulrahman Al Khalifa.

## Formación
La Gobernación Capital fue formada como resultado de un Real Decreto de 3 de julio de 2002 e incluye las antiguas municipalidades de Al Manamah, Ras Rumman y parte de Jidd Haffs.

## Demografía
De acuerdo a los datos del censo de 2010, hay 329.510 habitantes en esta gobernación, de ellos 261.921 corresponden a ciudadanos de origen no bareiní y los 67.589 restantes son ciudadanos bahreiníes;  por sexo la población se divide en 104.479 mujeres y 225.031 varones.
Con respecto al censo de viviendas hay un total de 45.109 viviendas en la gobernación que se reparten en 34.868 pisos, 7.284 villas privadas y 1.352 casas o villas convencionales.